# Slow switch
Nas discussões sobre o externismo em filosofia da mente, slow switch, termo da língua inglesa que pode ser traduzido para a língua portuguesa como troca lenta ou despercebida, é um conceito que se refere às mudanças do nosso conteúdo mental. Segundo a tese externista,  os pensamentos são afetados pelo ambiente onde a pessoa se encontra atualmente, de modo que a memória de um pensamento qualquer anterior não é mais a mesma em um momento posterior devido a simples mudança de ambiente, mas o sujeito não percebe esta troca.

## O argumento da memória e a teoria da inclusão
O externismo propõe que a individuação do conteúdo mental depende de fatores externos ao sujeito. Essa doutrina parece minar tanto a possibilidade de autoconhecimento a priori, quanto a possibilidade de que indivíduos possuam acesso privilegiado aos seus próprios pensamentos. Tyler Burge propôs uma tentativa de reconciliar o externismo com autoconhecimento autoritativo, a teoria da inclusão. Ele identifica uma classe de crenças da forma "Penso (com isto) que a escrita necessita a concentração" ou "Estou pensando que a água é um líquido". Burge considera esses casos como instâncias paradigmáticas de autoconhecimento, e propõe que nesses casos o sujeito possui simultaneamente um pensamento de primeira-ordem (que a água é um líquido) e pensa a respeito deste como seu próprio pensamento.
Uma crítica notável a Burge é o argumento da memória de Paul Boghossian (1989, 22–23). Boghossian observa que na teoria da inclusão, é possível que S saiba que está tendo um pensamento de água em um tempo t1, mas se ele subseqüentemente sofre um slow switch para uma Terra Gêmea na qual o seu conceito de água é trocado por um conceito de "tágua" (ing. twater), então em t2, S (não esquecendo de nada) será incapaz de dizer o que o conteúdo do seu pensamento era em t1.
Boghossian conclui que a única explicação para que S amanhã não saiba o que ele sabe hoje não é que ele tenha esquecido, mas que ele nunca tenha sabido. "Os juízos auto-verificantes de Burge não constituem conhecimento genuíno" (1989, 23). Peter Ludlow (1995) formula esse argumento da seguinte maneira:
- (1) Se S não se esquece de nada, o que S sabe em t1, S sabe em t2.
- (2) S não se esquece de nada.
- (3) Se não sabe que P em t2.
- (4) ∴ S não sabia que P em t1.

O argumento de Boghossian é igualmente alvo críticas. Ludlow, Sven Bernecker, e Anthony Brueckner tentam defender a teoria da inclusão contra a crítica de Boghossian, ao mesmo tempo sendo fiéis à hipótese de que o slow switch implica a perda de conceitos. John Gibbons e Burge, por outro lado, criticam Boghossian ao rejeitar sua premissa maior: eles sugerem que o slow switch implica a adição de novos conceitos, não a perda de conceitos antigos.

## Ver
- Externalismo sobre a memória